# Herodiada

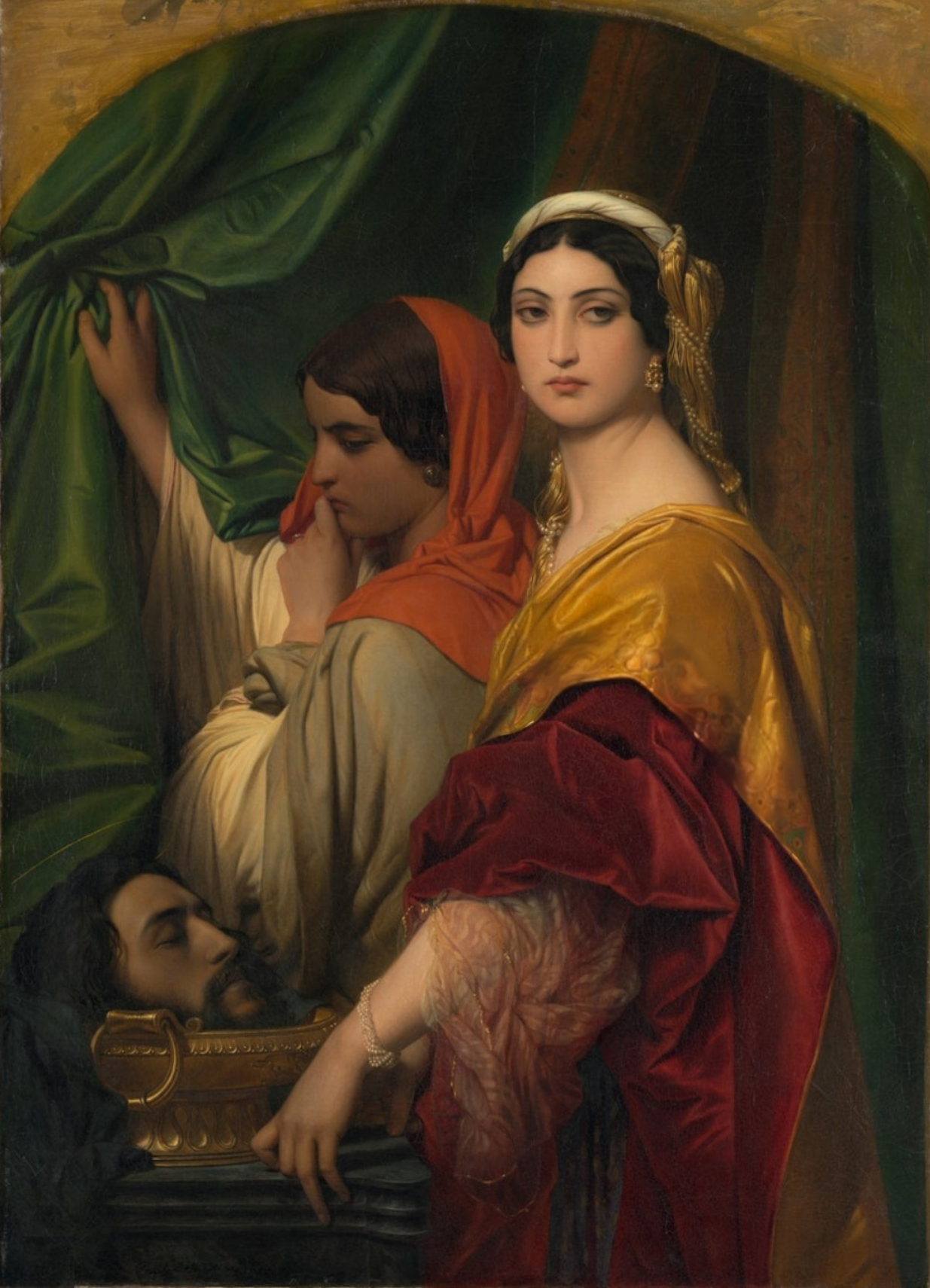
Herodias od Paula Delaroche

Herodiada (Herodias) byla vnučka Heroda Velikého. Nejdříve se vdala za svého strýce Filipa, který žil v Římě. Za pobytu v Judsku se rozhodla Filipa opustit a vzít si Heroda Antipu.

## Historické pozadí

### Období bez proroků
Poslední prorok před Janem Křtitelem byl Malachiáš, který působil cca 400 let před narozením Ježíše Krista. Po dlouhých 400 let, následujících po posledním starozákonním proroku Malachiášovi, se Bůh v Izraeli neprojevil skrze žádného proroka. Veškeré projevy Boha vůči Izraeli byly uchovávány pouze ve vzpomínkách lidu. Jan Křtitel byl proto po 400 letech Božího mlčení vnímán velmi působivě a byla mu v Izraeli věnována veliká pozornost.

### Herodes a Jan Křtitel
Herodes se Jana Křtitele bál, byl si vědom toho, že je spravedlivý muž a svatý. Rád mu ale naslouchal a ochraňoval ho. Problémy začaly, když si Herodes vzal bratrovu manželku Herodiadu. Kvůli ní uvrhl Jana do vězení.

## Herodiadina manželství

### Herodes Filip
Herodiada byla nejprve manželkou Herodova bratra Filipa. Toho však opustila.
| „                                    | Neboť sám Herodes dal Jana zajmout a spoutat ve vězení kvůli Herodiadě, ženě svého bratra Filipa, protože se s ní oženil. Jan totiž Herodovi říkal: „Nesmíš mít ženu svého bratra!“ A Herodias to měla proti němu a chtěla ho zabít, ale nemohla. | “ |
| — Bible, Evangelium podle Marka 6:17 | |   |

### Herodes Antipas
Po opuštění Filipa se stala ženou Heroda Antipa. To však Jan Křtitel odsuzoval. Vlivem Jana Křtitele na Heroda Antipa byla jeho nová manželka popuzena, a usilovala připravit Jana o život.

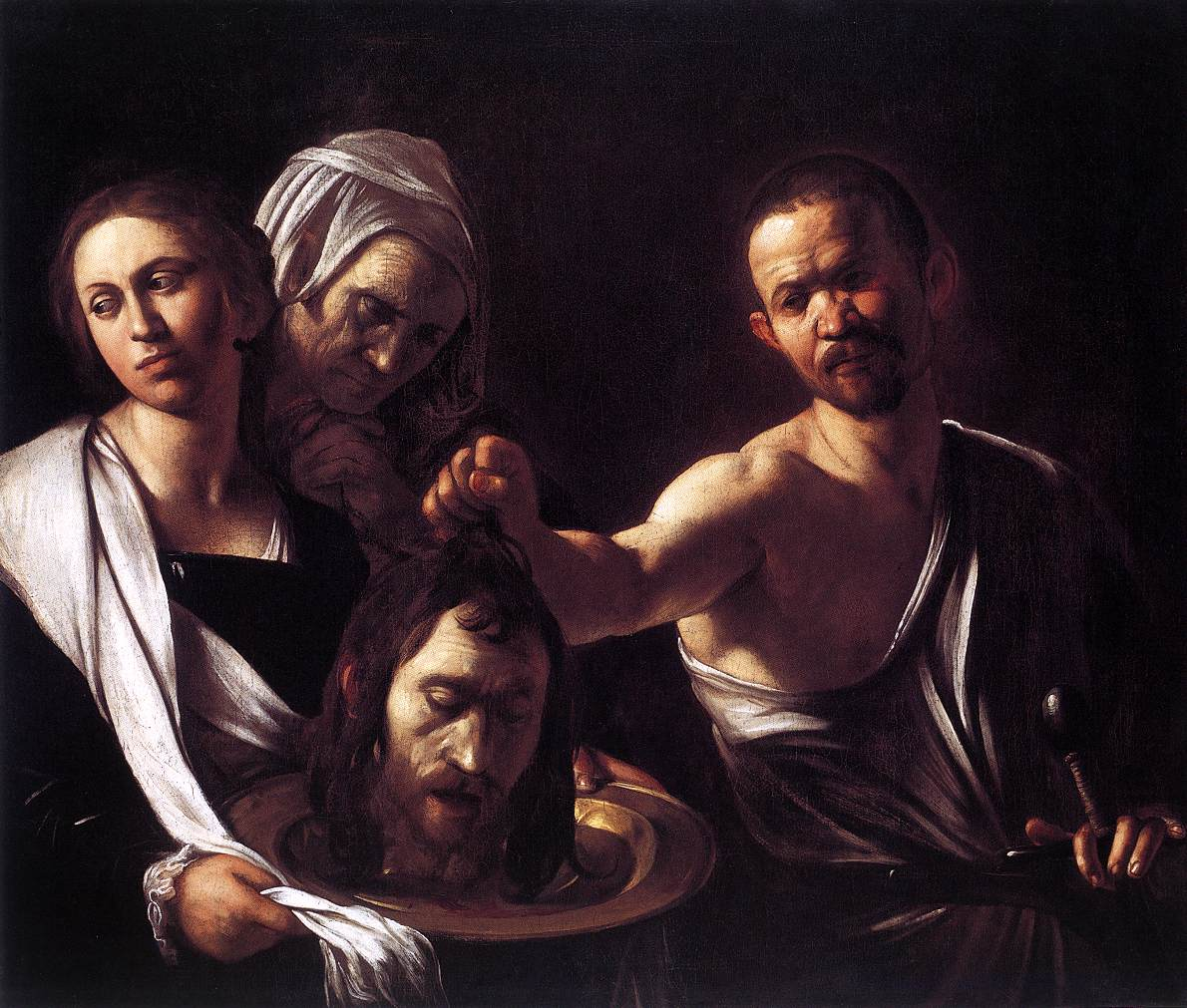
Salome s hlavou Jana Křtitele od Caravaggia

### Smrt Jana Křtitele
Dcera Herodiady, Salome (bible nicméně jméno neuvádí), na Herodovy narozeniny tančila uprostřed hostů a zalíbila se Herodovi. Ten jí s přísahou slíbil dát, o cokoli požádá. Ona, navedena svou matkou, požádala o hlavu Jana Křtitele. Tak byl Jan v žaláři sťat. Potom přišli Janovi učedníci, odnesli jeho tělo a pohřbili je.